# Саудівська Аравія на літніх Олімпійських іграх 1972
Саудівська Аравія брала участь у Літніх Олімпійських іграх 1972 року у Мюнхені (ФРН) уперше за свою історію, але не завоювала жодної медалі.